# Rallye autrichien des Alpes 1973
Le Rallye autrichien des Alpes 1973 (44. Österreichische Alpenfahrt), disputé du 12 au 14 septembre 1973, est la neuvième manche du championnat du monde des rallyes 1973 (WRC), inauguré cette même année.

## Contexte avant la course

### Le championnat du monde
1973 est la première année du Championnat Mondial des Rallyes pour Marques, qui a succédé au 'Championnat d'Europe des Rallyes pour Marques', disputé de 1968 à 1972. Constitué de treize épreuves internationales, il est réservé aux voitures des catégories suivantes :
- Groupe 1 : voitures de tourisme de série
- Groupe 2 : voitures de tourisme spéciales
- Groupe 3 : voitures de grand tourisme de série
- Groupe 4 : voitures de grand tourisme spéciales

Cette première édition du championnat se dispute entre les constructeurs Alpine-Renault et Fiat, qui ont prévu de participer à la majorité des épreuves. Avec quatre victoires (Monte-Carlo, Portugal, Maroc et Acropole), Alpine domine la compétition, son adversaire n'ayant remporté qu'une manche en Pologne.

### L'épreuve
Disputé pour la première fois en 1910, le Rallye autrichien des Alpes fut longtemps considéré comme l'une des épreuves européennes les plus difficiles. Après la seconde guerre mondiale, pour raisons économiques, il fut également ouvert aux motocyclettes, les voitures ne devenant majoritaires qu'à partir du milieu des années 1960. Avant son intégration au premier championnat du monde des rallyes, l'épreuve compta pour le championnat d'Europe en 1964, puis de 1966 à 1969, ainsi qu'aux trois éditions ultérieures du Championnat international des marques.

## Le parcours
- départ : 12 septembre 1973 de Baden
- arrivée : 14 septembre 1973 à Baden

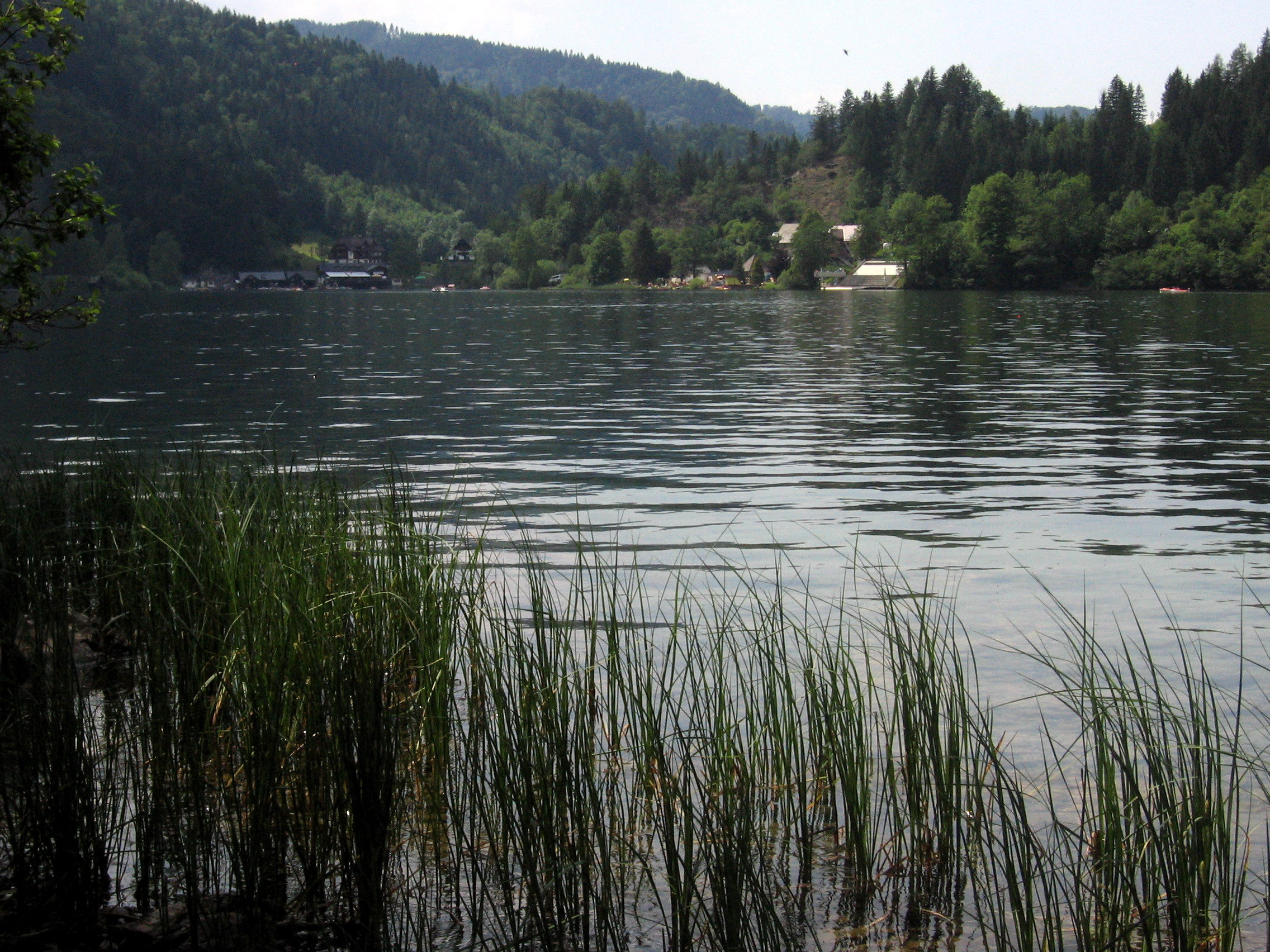
Le lac Lunzer (Lunzer See), terme de la deuxième étape

- distance : 2 265 km dont 310,5 km sur 27 épreuves spéciales (28 épreuves effectivement disputées dont une neutralisée, pour un total de 325,5 km chronométrés[2])
- surface : terre, à l'exception de la première épreuve spéciale disputée sur asphalte
- Parcours divisé en trois étapes[3]

### Première étape
- Baden - Ottenstein, 1 009 km, du 12 au 13 septembre
- 11 épreuves spéciales (1 sur asphalte, 10 sur terre), 126,5 km

### Deuxième étape
- Ottenstein - Lunzer See, 608 km, du 13 au 14 septembre
- 8 épreuves spéciales (terre), 98 km

### Troisième étape
- Lunzer See - Baden, 683 km, 14 septembre
- 8 épreuves spéciales (terre), 86 km (9 épreuves disputées, mais résultat de l'épreuve de Freingraben annulé par la CSI)

## Les forces en présence
- Alpine-Renault

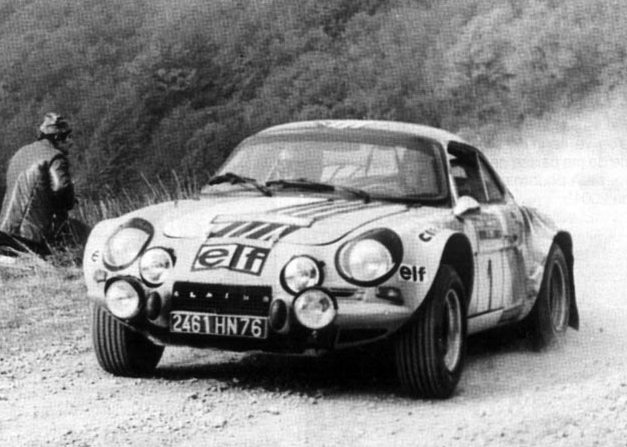
L'Alpine A110 groupe 4 de 1973

Le constructeur dieppois a engagé deux berlinettes A110 groupe 4 (moteurs 1 800 cm3 préparés par Mignotet, développant 175 chevaux), pour les équipages Bernard Darniche - Alain Mahé et Jean-Pierre Nicolas - Michel Vial. Toutes deux sont équipées d'un pont autobloquant et pèsent environ 710 kg. La voiture de Darniche est neuve, alors que Nicolas dispose de celle pilotée par Jean-Luc Thérier au Rallye de Pologne. Thérier est absent en Autriche, engagé au Tour de France automobile qui se dispute à la même période. Avec un rapport poids/puissance très favorable, les Alpine sont une nouvelle fois parmi les favorites de l'épreuve, leur faible garde au sol pouvant toutefois constituer un handicap sur les chemins à ornières de la première étape. Le pilote local Walter Roser dispose quant à lui d'une version 1 600 cm3, engagée à titre privé.
- BMW

Comme à l'Acropole, l'usine a engagé deux 2002 groupe 2 à moteur deux litres seize soupapes préparées par Schnitzer et développant près de 220 chevaux pour Achim Warmbold - Jean Todt et Björn Waldegård - Hans Thorszelius. Ces voitures, qui pèsent environ 1 100 kg, sont les plus puissantes du plateau et devraient se montrer redoutables sur les rapides pistes autrichiennes.
- Fiat

Seul à disputer l'intégralité du championnat, le constructeur italien a engagé trois spiders 124 rallye groupe 4 (1 750 cm3, 165 ch, 960 kg) pour Håkan Lindberg (vainqueur ici l'année précédente), Raffaele Pinto et  Alcide Paganelli. Moins rapides que leurs principales concurrentes, les Fiat ont pour atout majeur leur fiabilité.
- Opel

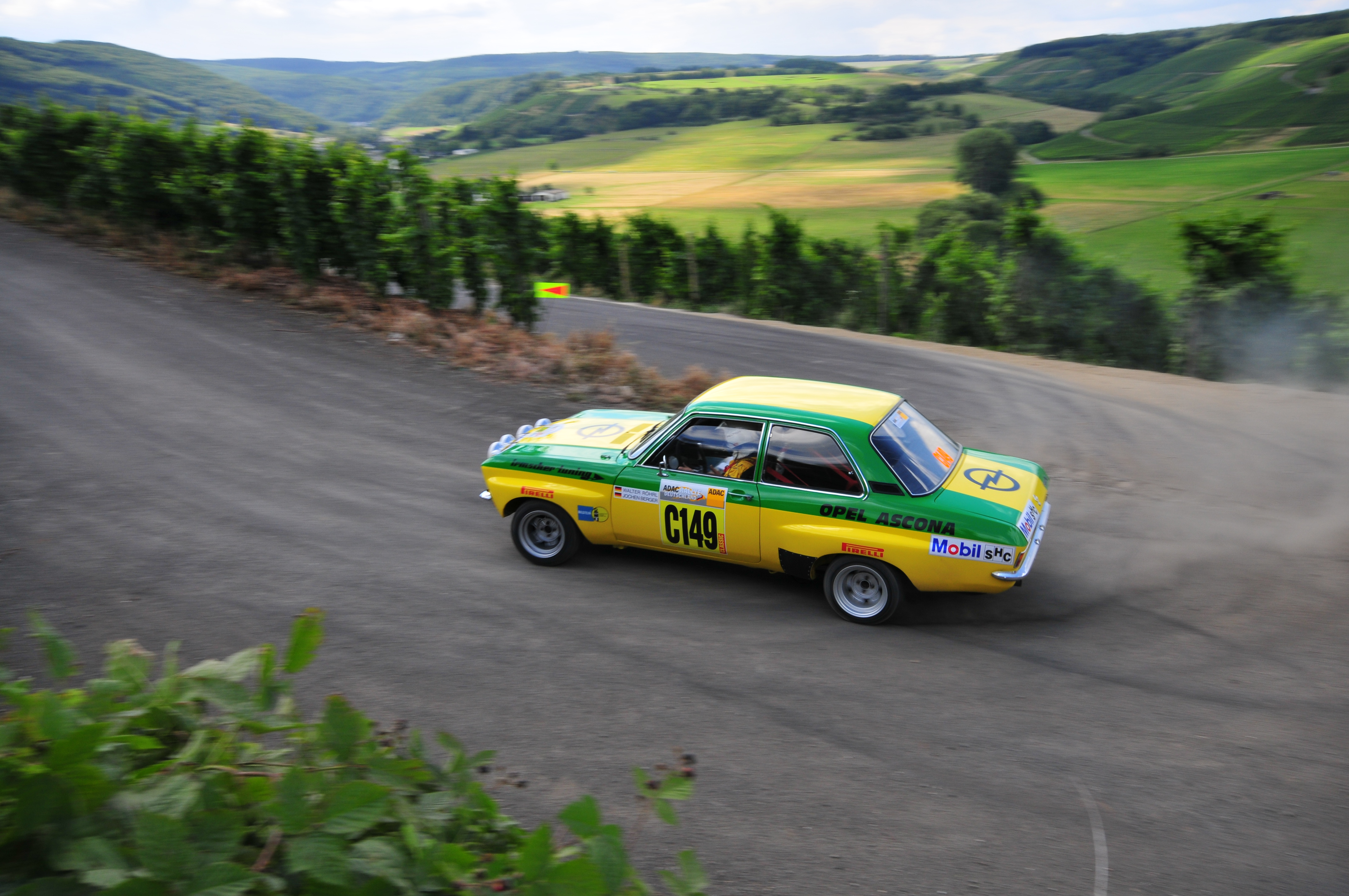
Une Opel Ascona groupe 2 (vue ici lors d'une épreuve historique) : 180 chevaux pour les versions les plus affûtées.

Pas de participation usine pour Opel, mais la filiale de GM peut toutefois compter sur la présence de Walter Röhrl qui dispose d'une Ascona groupe 2 préparée par Irmscher (2 litres, 180 chevaux, 1 050 kg). Au volant d'une voiture engagée par Hella, Gunnar Blomqvist peut également viser une place d'honneur.
- Porsche

L'Autrichien Klaus Russling dispose d'une Carrera groupe 4 engagée par l'écurie Leru.
- Saab

L'épreuve autrichienne convient bien aux Saab 96, très à l'aise dans les chemins à ornières malgré leurs 1 100 kg. Deux voitures ont été engagées pour Stig Blomqvist et Per Eklund. Leur moteur Ford V4 de 1 850 cm3 développe maintenant 165 chevaux, une puissance équivalente à celle des Fiat.
- Toyota

Ove Andersson, vainqueur de l'épreuve en 1971, dispose d'une Toyota Celica groupe 2 à moteur double arbre (1 600 cm3, plus de 150 ch, 1 100 kg) engagée par le TTE.
- Volkswagen

Trois 1303 S groupe 2 (1 600 cm3, plus de 130 ch, boîte 5 vitesses, 920 kg) préparées par Porsche-Autriche sont au départ, pilotées par Tony Fall, Harry Källström et Günther Janger. Le jeune espoir autrichien Franz Wittmann dispose d'une voiture identique, semi-officielle.
- Citroën

Z Team a engagé une DS 23 groupe 2 (2 495 cm3, 185 ch, 1 400 kg) pour le pilote autrichien Richard Bochnicek.

## Déroulement de la course

### Première étape
Sur 96 équipages inscrits, seuls 74 équipages prennent le départ de la ville thermale de Baden, à environ 25 kilomètres au sud de Vienne. La première épreuve spéciale, longue de onze kilomètres, est la seule se disputant sur asphalte. D'emblée, le pilote allemand Achim Warmbold exploite la puissance de sa BMW pour dominer ses adversaires, prenant une seconde au kilomètre aux meilleurs d'entre eux emmenés par Bernard Darniche (Alpine) et Walter Röhrl (Opel). Les épreuves suivantes, sur terre, comportent de longues lignes droites et permettent à Warmbold de conforter son avance. Darniche perd plus de deux minutes à cause d'une sortie de route (manquant de garde au sol, la berlinette a décollé sur une ornière et s'est posée sur le talus), cédant la seconde place à Röhrl. Les Saab se montrent également très rapides, et Stig Blomqvist, après un début de course prudent, remonte rapidement à la troisième place. Warmbold se construit une avance de plus d'une minute, avant de lever un peu le pied en fin d'étape, étape que Blomqvist finit en trombe, arrachant la seconde place à Röhrl. Ce dernier va d'ailleurs devoir abandonner sur le parcours routier quelques kilomètres avant l'arrivée à Ottenstein, différentiel cassé, permettant à la seconde Saab pilotée par Per Eklund de prendre la troisième place.

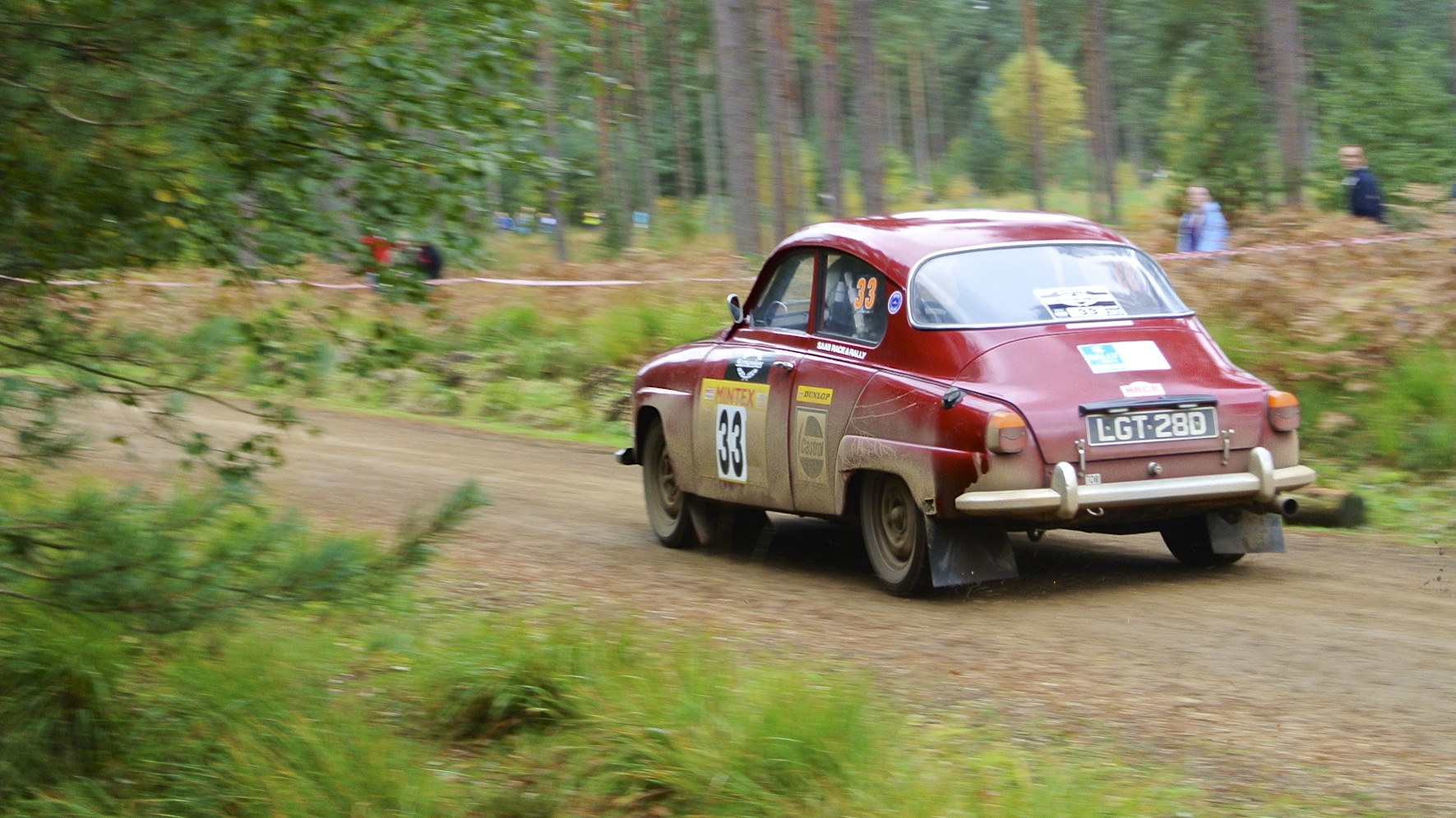
Une Saab 96 groupe 2. Très efficace sur les pistes autrichiennes, ce modèle permet à Blomqvist et à Eklund de se positionner aux avant-postes de la course.

| Pos. | Pilote              | Copilote         | Voiture              | Temps             | Écart          | Groupe |
| ---- | ------------------- | ---------------- | -------------------- | ----------------- | -------------- | ------ |
| 1    | Achim Warmbold      | Jean Todt        | BMW 2002 Tii         | 1 h 28 min 35 s 7 |                | 2      |
| 2    | Stig Blomqvist      | Arne Hertz       | Saab 96 V4           | 1 h 29 min 46 s 0 | + 1 min 10 s 3 | 2      |
| 3    | Per Eklund          | Bo Reinicke      | Saab 96 V4           | 1 h 30 min 17 s 4 | + 1 min 41 s 7 | 2      |
| 4    | Jean-Pierre Nicolas | Michel Vial      | Alpine A110 1800     | 1 h 30 min 55 s 0 | + 2 min 19 s 3 | 4      |
| 5    | Björn Waldegård     | Hans Thorszelius | BMW 2002 Tii         | 1 h 31 min 03 s 1 | + 2 min 27 s 4 | 2      |
| 6    | Bernard Darniche    | Alain Mahé       | Alpine A110 1800     | 1 h 31 min 54 s 7 | + 3 min 19 s 0 | 4      |
| 7    | Alcide Paganelli    | ‘Ninni’ Russo    | Fiat 124 Rallye 1800 | 1 h 32 min 07 s 7 | + 3 min 32 s 0 | 4      |
| 8    | Klaus Russling      | Wolfgang Weiß    | Porsche Carrera      | 1 h 32 min 13 s 0 | + 3 min 37 s 3 | 4      |
| 9    | Håkan Lindberg      | Helmut Eisendle  | Fiat 124 Rallye 1800 | 1 h 32 min 20 s 7 | + 3 min 45 s 0 | 4      |
| 10   | Ove Andersson       | Gunnar Häggbom   | Toyota Celica        | 1 h 33 min 06 s 0 | + 4 min 30 s 3 | 2      |

### Deuxième étape
Les concurrents reprennent la route après seulement trois heures de repos. Aux avant-postes, Warmbold et Blomqvist continuent à assurer le spectacle. Touchant une borne kilométrique en début d'étape, Warmbold a endommagé le train arrière de sa BMW, mais son assistance parvient à réparer dans les délais et le pilote allemand conserve l'avantage. Menant sa Saab à la cravache, Blomqvist parvient à revenir à une trentaine de secondes de son adversaire, mais doit bientôt abandonner, différentiel cassé. Warmbold compte désormais trois minutes d'avance sur la Saab de Per Eklund, qui connaît quelques soucis de moteur (joint de culasse). Nicolas (Alpine) et Waldegård (BMW) se disputent la troisième place, à quatre minutes de l'homme de tête qui semble avoir la situation bien en main au terme de cette deuxième étape.
| Pos. | Pilote              | Copilote         | Voiture              | Temps             | Écart          | Groupe |
| ---- | ------------------- | ---------------- | -------------------- | ----------------- | -------------- | ------ |
| 1    | Achim Warmbold      | Jean Todt        | BMW 2002 Tii         | 2 h 39 min 48 s 9 |                | 2      |
| 2    | Per Eklund          | Bo Reinicke      | Saab 96 V4           | 2 h 42 min 49 s 6 | + 3 min 00 s 7 | 2      |
| 3    | Jean-Pierre Nicolas | Michel Vial      | Alpine A110 1800     | 2 h 43 min 46 s 4 | + 3 min 57 s 5 | 4      |
| 4    | Björn Waldegård     | Hans Thorszelius | BMW 2002 Tii         | 2 h 43 min 57 s 8 | + 4 min 08 s 9 | 2      |
| 5    | Bernard Darniche    | Alain Mahé       | Alpine A110 1800     | 2 h 44 min 37 s 8 | + 4 min 48 s 9 | 4      |
| 6    | Håkan Lindberg      | Helmut Eisendle  | Fiat 124 Rallye 1800 | 2 h 45 min 31 s 4 | + 5 min 42 s 5 | 4      |
| 7    | Klaus Russling      | Wolfgang Weiß    | Porsche Carrera      | 2 h 46 min 14 s 3 | + 6 min 25 s 4 | 4      |
| 8    | Alcide Paganelli    | ‘Ninni’ Russo    | Fiat 124 Rallye 1800 | 2 h 46 min 14 s 5 | + 6 min 25 s 6 | 4      |
| 9    | Ove Andersson       | Gunnar Häggbom   | Toyota Celica        | 2 h 48 min 55 s 5 | + 9 min 06 s 6 | 2      |
| 10   | Günther Janger      | Harald Gottlieb  | Volkswagen 1303 S    | 2 h 49 min 32 s 2 | + 9 min 43 s 3 | 2      |

### Troisième étape
La dernière étape, qui doit ramener les concurrents à Baden, se déroule sur un terrain favorable aux Alpine. Si Darniche, qui compte près de cinq minutes de retard sur la BMW de Warmbold, ne se fait aucune illusion quant à la possibilité de victoire à la régulière, il peut encore espérer viser la deuxième place, détenue par la Saab de Per Eklund. Il s'y emploie activement, et remporte les trois premières spéciales, reprenant environ vingt-cinq secondes à Eklund, Nicolas et Waldegård qui le précèdent. En tête, Warmbold se contente d'assurer, d'autant que le train arrière de sa BMW lui donne quelques inquiétudes. En milieu d'étape, profitant d'un raccourci découvert lors des reconnaissances de la course, l'équipage Warmbold-Todt rejoint l'assistance BMW, le temps gagné permettant une intervention des mécaniciens sans encourir de pénalité. La BMW de tête regagne ensuite le parcours officiel, mais se présente au contrôle horaire no 52 en sens inverse de la course ! C'est la mise hors-course immédiate. Arguant que le contrôle horaire no 52 avait été déplacé et que le raccourci emprunté figurait sur l'additif du road-book, BMW fait toutefois appel de cette décision et c'est dans la confusion la plus complète que l'équipage Warmbold-Todt poursuit sa route. La situation est d'autant plus confuse qu'en signe de protestation, Jacques Cheinisse, directeur sportif d'Alpine, fait bloquer l'itinéraire bis reliant les contrôles 52 et 53 pour obliger les concurrents à emprunter l'itinéraire officiel. Ces incidents assombrissent la fin de course, marquée par la remontée de Darniche qui pour un peu plus d'une seconde arrache la seconde place à Eklund. Seconde place qui se transforme d'ailleurs en victoire sur le tapis vert, les organisateurs confirmant l'exclusion de la BMW de Warmbold. Ce n'est que six mois plus tard que l'appel du constructeur munichois sera entendu par le tribunal de la FIA, redonnant la victoire à BMW.

### Classements intermédiaires
Classements intermédiaires des pilotes après chaque épreuve spéciale.

### Classement général
| Pos | No | Pilote              | Copilote         | Voiture              | Temps             | Écart           | Groupe |
| --- | -- | ------------------- | ---------------- | -------------------- | ----------------- | --------------- | ------ |
| 1   | 8  | Achim Warmbold      | Jean Todt        | BMW 2002 Tii         | 3 h 58 min 55 s 5 |                 | 2      |
| 2   | 2  | Bernard Darniche    | Alain Mahé       | Alpine A110 1800     | 4 h 00 min 10 s 1 | + 1 min 14 s 6  | 4      |
| 3   | 15 | Per Eklund          | Bo Reinicke      | Saab 96 V4           | 4 h 00 min 11 s 2 | + 1 min 15 s 7  | 2      |
| 4   | 16 | Björn Waldegård     | Hans Thorszelius | BMW 2002 Tii         | 4 h 01 min 10 s 5 | + 2 min 15 s 0  | 2      |
| 5   | 11 | Jean-Pierre Nicolas | Michel Vial      | Alpine A110 1800     | 4 h 01 min 25 s 8 | + 2 min 30 s 3  | 4      |
| 6   | 3  | Håkan Lindberg      | Helmut Eisendle  | Fiat 124 Rallye 1800 | 4 h 06 min 15 s 9 | + 7 min 20 s 4  | 4      |
| 7   | 5  | Klaus Russling      | Wolfgang Weiß    | Porsche Carrera      | 4 h 06 min 38 s 3 | + 7 min 42 s 8  | 4      |
| 8   | 9  | Ove Andersson       | Gunnar Häggbom   | Toyota Celica        | 4 h 09 min 05 s 8 | + 10 min 10 s 3 | 2      |
| 9   | 17 | Herbert Grünsteidl  | Georg Hopf       | BMW 2002             | 4 h 10 min 02 s 2 | + 11 min 06 s 7 | 2      |
| 10  | 12 | Tony Fall           | Mike Wood        | Volkswagen 1303 S    | 4 h 11 min 16 s 9 | + 12 min 21 s 4 | 2      |

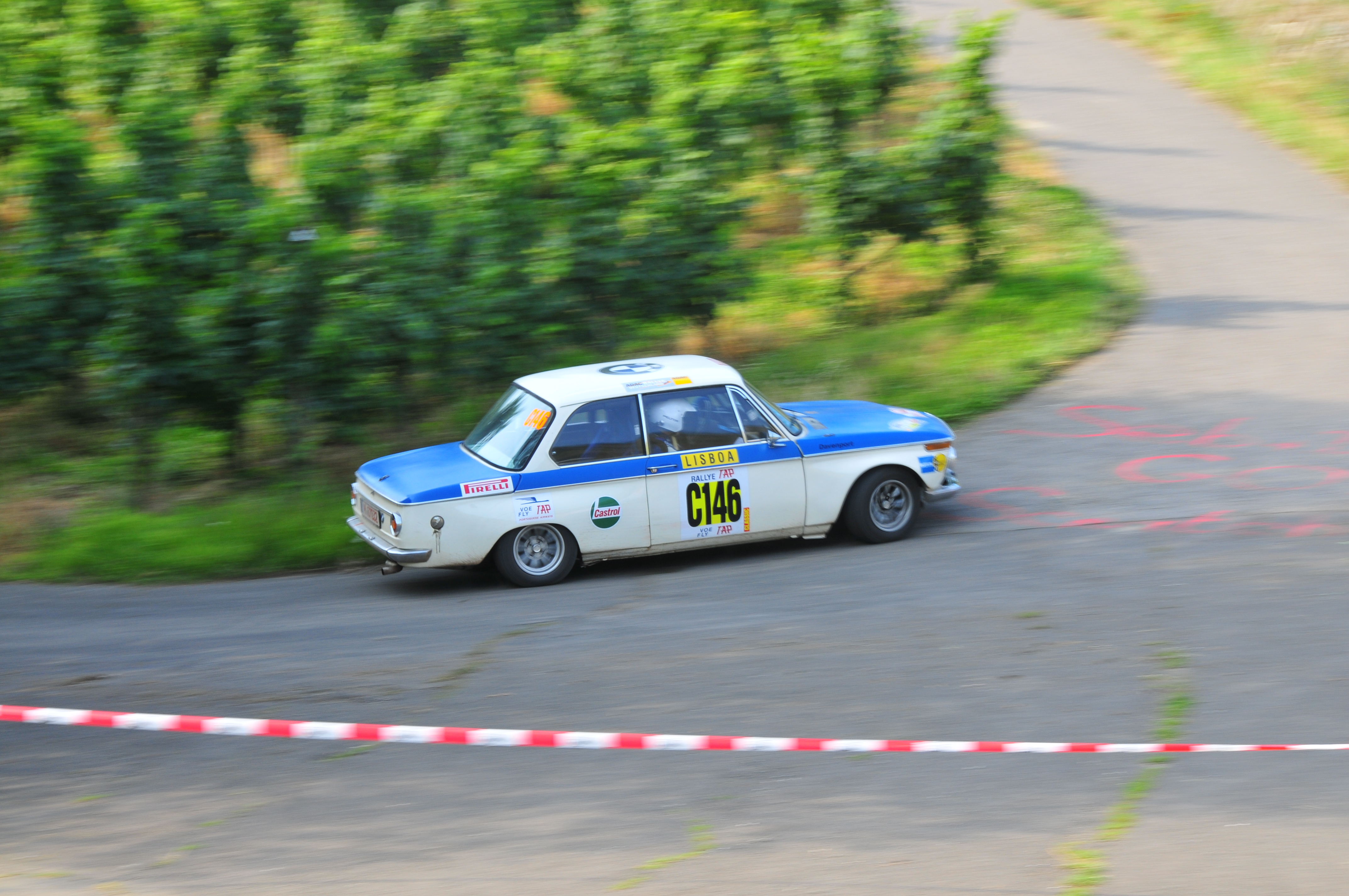
Première victoire (controversée) en championnat du monde pour la BMW 2002 (vue ici lors d'une course historique)

- Note : le classement officiel n'a été entériné qu'au début de l'année 1974, après décision du tribunal d'appel de la FIA à la suite de la réclamation de BMW au sujet de la mise hors-course de l'équipage vainqueur par les organisateurs pour non-respect du parcours officiel. La FIA a jugé recevable la réclamation de BMW, officialisant la victoire de l'équipage Warmbold - Todt[8].

### Hommes de tête
- ES1 à ES31 :   Achim Warmbold -  Jean Todt (BMW 2002 Tii)

### Vainqueurs d'épreuves spéciales
- Achim Warmbold -  Jean Todt (BMW 2002 Tii) : 12 spéciales (ES 1, 4 à 7, 9, 12, 16 à 18, 21, 23)
- Bernard Darniche -  Alain Mahé (Alpine A110 1800) : 7 spéciales (ES 10, 24 à 26, 28, 30 à 31)
- Stig Blomqvist -  Arne Hertz (Saab 96 V4) : 4 spéciales (ES 13, 15, 19 à 20)
- Per Eklund -  Bo Reinicke (Saab 96 V4) : 2 spéciales (ES 11, 14)
- Jean-Pierre Nicolas -  Michel Vial (Alpine A110 1800) : 1 spéciale (ES 27)
- Björn Waldegård -  Hans Thorszelius (BMW 2002 Tii) : 1 spéciale (ES 29)

Avertissement : Certaines spéciales annulées lors de la première étape ont été réintégrées à la troisième étape, entraînant une renumérotation de ces épreuves dans la plupart des articles de presse d'alors ; c'est le cas des ES 3 et 8, que certains comptes-rendus ont toutefois nommés ainsi malgré le bouleversement de la chronologie initiale.

## Résultats des principaux engagés
| no | Pilote              | Copilote              | Voiture              | Groupe | Classement général                                  | Class. groupe |
| -- | ------------------- | --------------------- | -------------------- | ------ | --------------------------------------------------- | ------------- |
| 1  | Günther Janger      | Harald Gottlieb       | Volkswagen 1303 S    | 2      | ab. dans ES27 (sortie de route)                     | -             |
| 2  | Bernard Darniche    | Alain Mahé            | Alpine A110 1800     | 4      | 2e à 1 min 14 s 6                                   | 1er           |
| 3  | Håkan Lindberg      | Helmut Eisendle       | Fiat 124 Rallye 1800 | 4      | 6e à 7 min 20 s 4                                   | 3e            |
| 4  | Walter Röhrl        | Jochen Berger         | Opel Ascona          | 2      | ab. après ES14 (différentiel)                       | -             |
| 5  | Klaus Russling      | Wolfgang Weiß         | Porsche Carrera      | 4      | 7e à 7 min 42 s 8                                   | 4e            |
| 6  | Harry Källström     | Claes Billstam        | Volkswagen 1303 S    | 2      | 11e à 12 min 53 s 0                                 | 7e            |
| 7  | Stig Blomqvist      | Arne Hertz            | Saab 96 V4           | 2      | ab. dans ES21 (différentiel)                        | -             |
| 8  | Achim Warmbold      | Jean Todt             | BMW 2002 Tii         | 2      | 1er                                                 | 1er           |
| 9  | Ove Andersson       | Gunnar Häggbom        | Toyota Celica        | 2      | 8e à 10 min 10 s 3                                  | 4e            |
| 10 | Raffaele Pinto      | Arnaldo Bernacchini   | Fiat 124 Rallye 1800 | 4      | ab. dans ES6 (sortie de route)                      | -             |
| 11 | Jean-Pierre Nicolas | Michel Vial           | Alpine A110 1800     | 4      | 5e à 2 min 30 s 3                                   | 3e            |
| 12 | Tony Fall           | Mike Wood             | Volkswagen 1303 S    | 2      | 10e à 12 min 21 s 4                                 | 6e            |
| 14 | Alcide Paganelli    | ‘Ninni’ Russo         | Fiat 124 Rallye 1800 | 4      | ab. dans ES25 (sortie de route)                     | -             |
| 15 | Per Eklund          | Bo Reinicke           | Saab 96 V4           | 2      | 3e à 1 min 15 s 7                                   | 2e            |
| 16 | Björn Waldegård     | Hans Thorszelius      | BMW 2002 Tii         | 2      | 4e à 2 min 15 s 0                                   | 3e            |
| 17 | Herbert Grünsteidl  | Georg Hopf            | BMW 2002             | 2      | 9e à 11 min 6 s 7                                   | 5e            |
| 19 | Walter Roser        | Erich Bazalka         | Alpine A110 1600     | 4      | ab. dans la deuxième étape (radiateur percé)        | -             |
| 21 | Richard Bochnicek   | Sepp-Dieter Kernmayer | Citroën DS 23        | 2      | ab. en fin de deuxième étape (carter d’huile cassé) | -             |
| 24 | Gunnar Blomqvist    | Gerhard Kalnay        | Opel Ascona          | 2      | 13e à 21 min 21 s 6                                 | 8e            |
| 25 | Franz Wittmann      | Hans Siebert          | Volkswagen 1303 S    | 2      | 12e à 15 min 40 s 3                                 | 7e            |

## Classement du championnat à l'issue de la course
- attribution des points : 20, 15, 12, 10, 8, 6, 4, 3, 2, 1 respectivement aux dix premières marques de chaque épreuve (sans cumul, seule la voiture la mieux classée de chaque constructeur marque des points)
- seuls les huit meilleurs résultats (sur treize épreuves) sont retenus pour le décompte final des points[9]. Fiat doit donc décompter les trois points acquis en Finlande.

| Pos. | Marque         | Points  | M-C | SUE | POR | SAF | MAR | ACR | POL | FIN | AUT | SAN | PRE | RAC | COR |
| ---- | -------------- | ------- | --- | --- | --- | --- | --- | --- | --- | --- | --- | --- | --- | --- | --- |
| 1    | Alpine-Renault | 107     | 20  | 12  | 20  | -   | 20  | 20  | -   | -   | 15  |     |     |     |     |
| 2    | Fiat           | 72 (75) | 4   | 8   | 10  | 3   | 6   | 15  | 20  | (3) | 6   |     |     |     |     |
| 3    | Saab           | 42      | -   | 20  | -   | -   | -   | -   | -   | 10  | 12  |     |     |     |     |
| 4    | Ford           | 36      | 10  | -   | 2   | -   | -   | 4   | -   | 20  | -   |     |     |     |     |
| 5    | Citroën        | 33      | -   | -   | 12  | -   | 15  | 6   | -   | -   | -   |     |     |     |     |
| 6    | BMW            | 24      | -   | 4   | -   | -   | -   | -   | -   | -   | 20  |     |     |     |     |
| 6=   | Porsche        | 24      | -   | -   | 8   | -   | -   | -   | -   | 12  | 4   |     |     |     |     |
| 8    | Datsun         | 22      | 2   | -   | -   | 20  | -   | -   | -   | -   | -   |     |     |     |     |
| 9    | Volvo          | 19      | -   | 2   | -   | -   | 2   | -   | -   | 15  | -   |     |     |     |     |
| 10   | Wartburg       | 15      | -   | -   | -   | -   | -   | -   | 15  | -   | -   |     |     |     |     |
| 10=  | Volkswagen     | 15      | -   | 6   | -   | -   | -   | 8   | -   | -   | 1   |     |     |     |     |
| 12   | Peugeot        | 13      | -   | -   | -   | 12  | 1   | -   | -   | -   | -   |     |     |     |     |
| 12=  | Lancia         | 13      | 3   | 10  | -   | -   | -   | -   | -   | -   | -   |     |     |     |     |
| 12=  | Opel           | 13      | -   | 1   | 4   | -   | -   | -   | -   | 8   | -   |     |     |     |     |
| 15   | Polski Fiat    | 12      | -   | -   | -   | -   | -   | -   | 12  | -   | -   |     |     |     |     |
| 16   | Toyota         | 5       | -   | -   | -   | -   | -   | 2   | -   | -   | 3   |     |     |     |     |
| 17   | Mitsubishi     | 4       | -   | -   | -   | 4   | -   | -   | -   | -   | -   |     |     |     |     |
| 18   | Škoda          | 3       | -   | 3   | -   | -   | -   | -   | -   | -   | -   |     |     |     |     |
| 19   | Audi           | 1       | -   | -   | -   | -   | -   | 1   | -   | -   | -   |     |     |     |     |

- À noter : le classement ci-dessus intègre le reclassement de la BMW no 8, initialement disqualifiée par les organisateurs, à la première place de l'épreuve autrichienne. Les résultats du rallye autrichien des Alpes ne furent entérinés qu'au premier trimestre 1974. Ci-dessous les positions provisoires du championnat effectives après la disqualification de BMW, telles que publiées en 1973 :

1. Alpine-Renault : 112 points
2. Fiat : 74 points
3. Saab : 45 points
4. Ford : 36 points
5. Citroën : 33 points
6. Porsche : 26 points
7. Datsun : 22 points
8. Volvo : 19 points

etc.